# Андре Абеглен
Андре Абеглен (Нешател, 7. март 1909 — Цирих, 8. новембар 1944) био је швајцарски фудбалер и тренер. Као нападач је играо за Грасхопер, француски клуб Сошо и репрезентацију Швајцарске, за коју је наступио на два светска првенства. Он је брат Макса Абеглена и Жана Абеглена, обојице играча швајцарске репрезентације. Умро је 1944. године, са само 35 година.

## Каријера
У Француској је са Сошоом био шампион француске лиге у сезони 1934/35. и 1937/38. и био је најбољи стрелац, са 30 голова у 28 наступа.

## Репрезентација
Дана 2. новембра 1930, Абеглен је постигао свој једини хет-трик за Швајцарску у пријатељској утакмици против Холандије. Био је најбољи стрелац Међународног купа Централне Европе 1931/32. са осам голова, заједно са Иштваном Аваром из Мађарске. Са 12 голова у Међународном купу Централне Европе, трећи је стрелац у историји такмичења, иза Ференца Пушкаша (15) и Ђерђа Шарошија (17), обојица из Мађарске. Играо је на Светском првенству 1934. године, постигавши један гол, и на Светском првенству 1938. године, где је постигао три гола против Немачке, један у осмини финала која је завршена нерешеним резултатом 1 : 1 и још два у репризи, кад је победила Швајцарска са 4 : 2. Укупно је постигао 29 голова у 52 меча за репрезентацију Швајцарске.